# Der Veilchenfresser (Film)
Der Veilchenfresser ist eine deutsche Stummfilmromanze von Friedrich Zelnik aus dem Jahre 1926 mit Harry Liedtke und Lil Dagover in den Hauptrollen. Die Geschichte wurde nach dem gleichnamigen Lustspiel (1876) von Gustav von Moser gestaltet.

## Handlung
Viktor von Ronay ist ein ebenso schmucker wie charmanter Frauenheld, der aufgrund seiner Vorliebe, die jeweilige Dame seines Herzens mit Veilchen zu beschenken, den titelgebenden Spitznamen „Der Veilchenfresser“ angeheftet bekam. Als er mal wieder in zünftiger Lederhosentracht einen Bergurlaub antritt, lernt er vor Ort die attraktive Witwe Melitta von Arthof kennen. Man beginnt sich rasch zu mögen, doch die Dame hat ein Problem: das heißt Herr von Golitzki und ist ein ziemlich hartnäckiger Verehrer, der ihr überall hin nachreist. Auch vor Ort ist dieser aufdringliche Mann nicht davon abzubringen, Melitta ständig auf die Pelle zu rücken. Umso verärgerter ist Golitzki, dass ihm von Ronay in die Quere zu kommen scheint und bei Melitta ganz offensichtlich sehr viel bessere Karten hat. 
Aus diesem Grund fordert Golitzki Ronay zum Duell heraus, bei dem Golitzki verwundet wird. Dieses verbotene Duell führt erst zur Verhaftung und danach zur Verurteilung von Ronay, der anschließend eine Festungshaft antreten muss. Am Namenstag seiner geliebten Melitta bricht Ronay aus dem Gefängnis aus, um ihr den obligaten Veilchenstrauß zu überreichen. Alles scheint sich wieder zu beruhigen, und Melitta und Victor planen ihre Verlobung. Doch Golitzki lässt nicht locker und bringt das verliebte Paar durch eine gezielte Verleumdung in Turbulenzen. Melitta glaubt dem Gerücht und droht sich daraufhin von Ronay wieder zurückzuziehen. Veilchenfresser Victor ist jedoch nicht bereit, Melitta einfach so ziehen zu lassen und zwingt Golitzki vor Melitta, seine in die Welt gesetzten Lügen zu widerrufen und damit alle Missverständnisse beiseite zu räumen, sodass die Verlobten schließlich in den Hafen der Ehe steuern können.

## Produktionsnotizen
Der Veilchenfresser entstand im August und September 1926 im Filmatelier von Staaken, passierte die Filmzensur am 13. September 1926 und wurde eine Woche darauf im Marmorhaus uraufgeführt. Der für die Jugend freigegebene Film besaß sechs Akte und war 2272 Meter lang. 
Andrej Andrejew gestaltete die Filmbauten. Hans Gérard studierte die Tänze ein.
Die Serenade „Eilala“ nach der Musik von Perez Freire hatte einen Text von Fanny Carlsen und erschien im Roehr-Verlag in Berlin W.

## Kritiken
In Mein Film heißt es: „Harry Liedtke in der Rolle des österreichischen Kavallerieoffiziers ist liebenswürdig, charmant und menschlich wie immer. In Lil Dagover hat er eine ebenso schöne wie auch liebenswürdige Partnerin. Ernst Verebes ist Zelniks große Entdeckung“.
Das stets sehr kritische Blatt Die Unzufriedene dekretierte kurz und bündig: „Kitsch, vor dem gewarnt sei.“